# Eduardo Rosende Sánchez

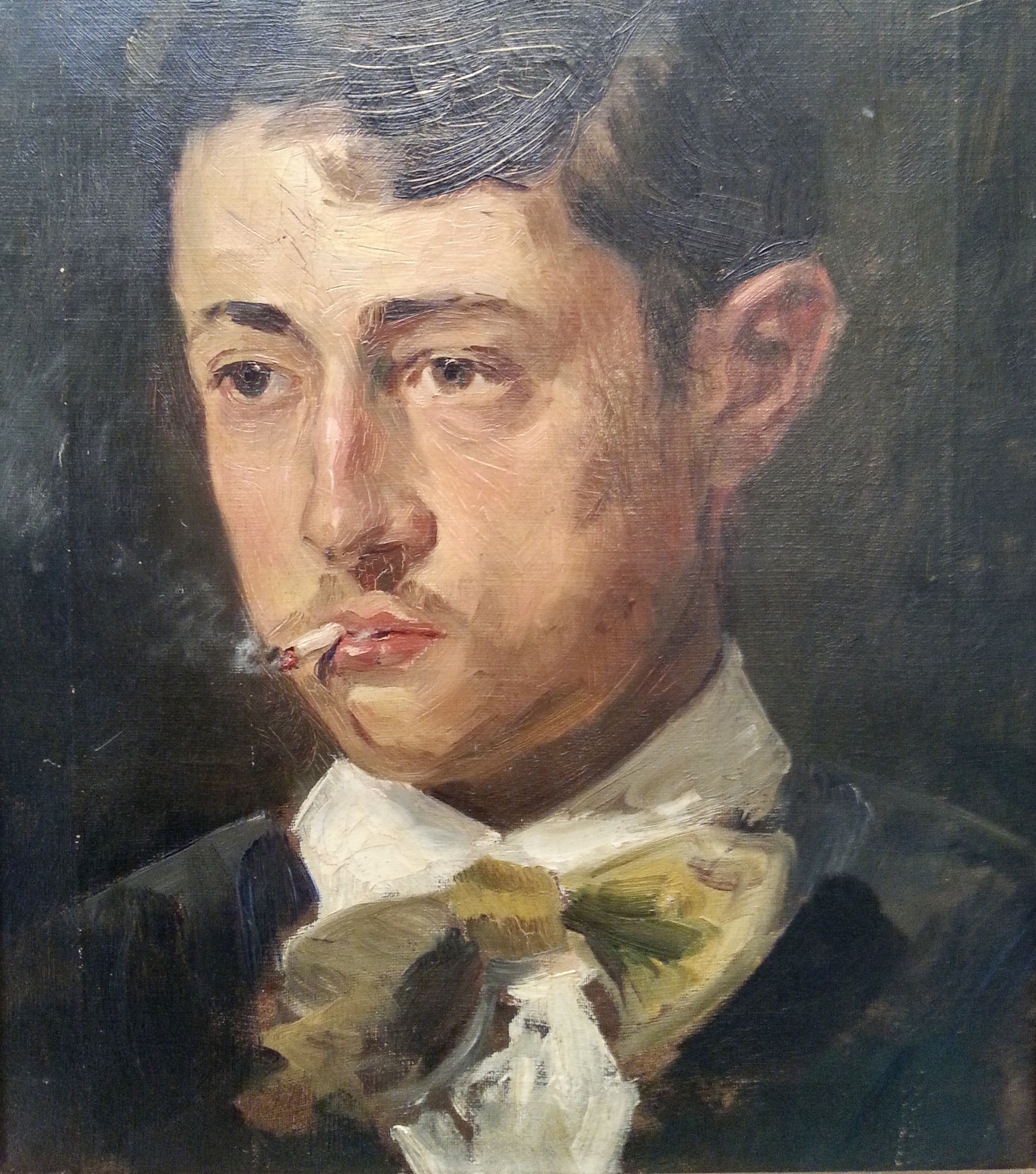
Eduardo Rosende, porträtiert von José Larrocha

Eduardo Rosende Sánchez (* 29. Juni 1862 in Granada, Andalusien, Spanien; † 22. Dezember 1928 in Granada, Andalusien, Spanien) war ein spanischer Maler von Landschaften und Alltagsszenen der granadinischen Schule der zweiten Hälfte des 19. Jahrhunderts.

## Biografie

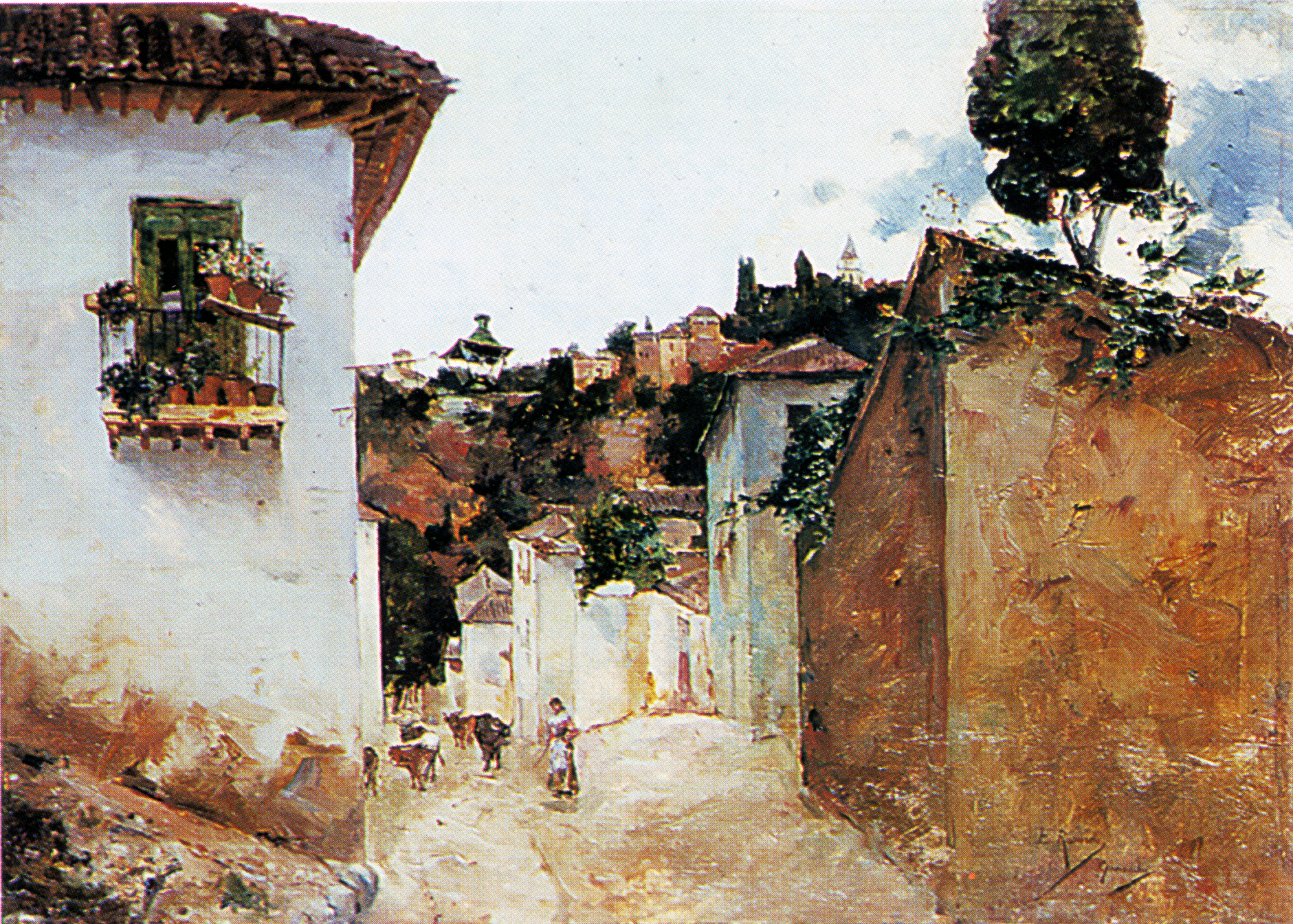
Cuesta del Chapiz, Sommer 1882

### Familie
Er stammte aus einer Handwerkerfamilie. Sein Vater war der erfolgreiche Kunsttischler Francisco de Paula Rosende Alvear (oder Albea), seine Mutter María de las Angustias Sánchez Aranda. Francisco engagierte sich im Centro Artistico de Granada und war dort u. a. für Ausstellungen zuständig.

### Ausbildung
Als 1870 der Maler Fortuny nach Granada kam, erhielt Eduardo bei ihm Unterricht. Es ging so weit, dass Fortuny den jungen Rosende 1874 mit nach Rom nahm, dort aber plötzlich starb. Rosende kehrte nach Granada zurück. In Granada besuchte er die Escuela de Bellas Artes von 1874 bis 1880. 1880–1882 begab er sich nach Madrid und setzte seine Ausbildung an der Escuela Especial de Pintura und bei der Sociedad de Acuarelistas fort. Bei zwei Gelegenheiten konnte er in Madrid ausstellen: 1881 Recuerdo de Granada bei der Exposición General de Bellas Artes und im Frühling 1882 mit Paisajes granadinos im Circulo de Bellas Artes. In diesen Jahren kristallisierte sich heraus, dass Aquarellmalerei und Ölmalerei seine Schwerpunkte waren.

### Leben, Karriere
1883 beteiligte er sich an der regionalen Ausstellung der Bellas Artes de Granada mit den Bildern La pluma y la espada und Flor silvestre. Letzteres gewann die Silbermedaille. Im selben Jahr erhielt den Auftrag, das Ehepaar García Villatoro zu malen. Im Sommer 1884 arbeitete er an einem Deckengemälde Alegoria de la industria y el comercio im Haus von Vicente Artega. 1886–88 besuchte er zur Vertiefung seiner malerischen Kompetenz Kurse im Modell-Zeichnen. Er nahm 1887 an der Ausstellung Exposición del Corpus mit dem Öl-Gemälde Puerta de Toledo teil. Im März 1889 besaß er ein Studio in Burgo de Osma und galt dort laut der Zeitung "La Propaganda" als "Pintor á la moda" ("angesagter Maler").
Danach arbeitete er in verschiedenen Städten, u. a. in Madrid und Paris. Wenn er in seinen jungen Jahren eher ein Bohème-Leben führte, so ergaben sich durch seine Heirat mit Luisa del Alamo Díaz (1875–1953) am 19. August 1896 in Granada andere Verpflichtungen. Das Ehepaar hatte acht Kinder, von denen sechs das Erwachsenenalter erreichten. Rosende arbeitete nun auch für andere Maler und half ihnen Bilder zu beenden. Um die wirtschaftliche Lage seiner Familie zu sichern, trat er 1906 einen Posten als Hilfslehrer im Instituto General y Tecnico "Padre Suárez" an. In dieser Zeit zeichnete er auch für die Zeitung El Noticero Granadino. 1915 war er Mitglied der "Junta Directiva de la Asociación de la Prensa" (Vorstandsmitglied des Pressevereins). Auch für die "Escuela de Artes y Oficios" und für die "Escuelas Pias" arbeitete er als Lehrer.

## Werke

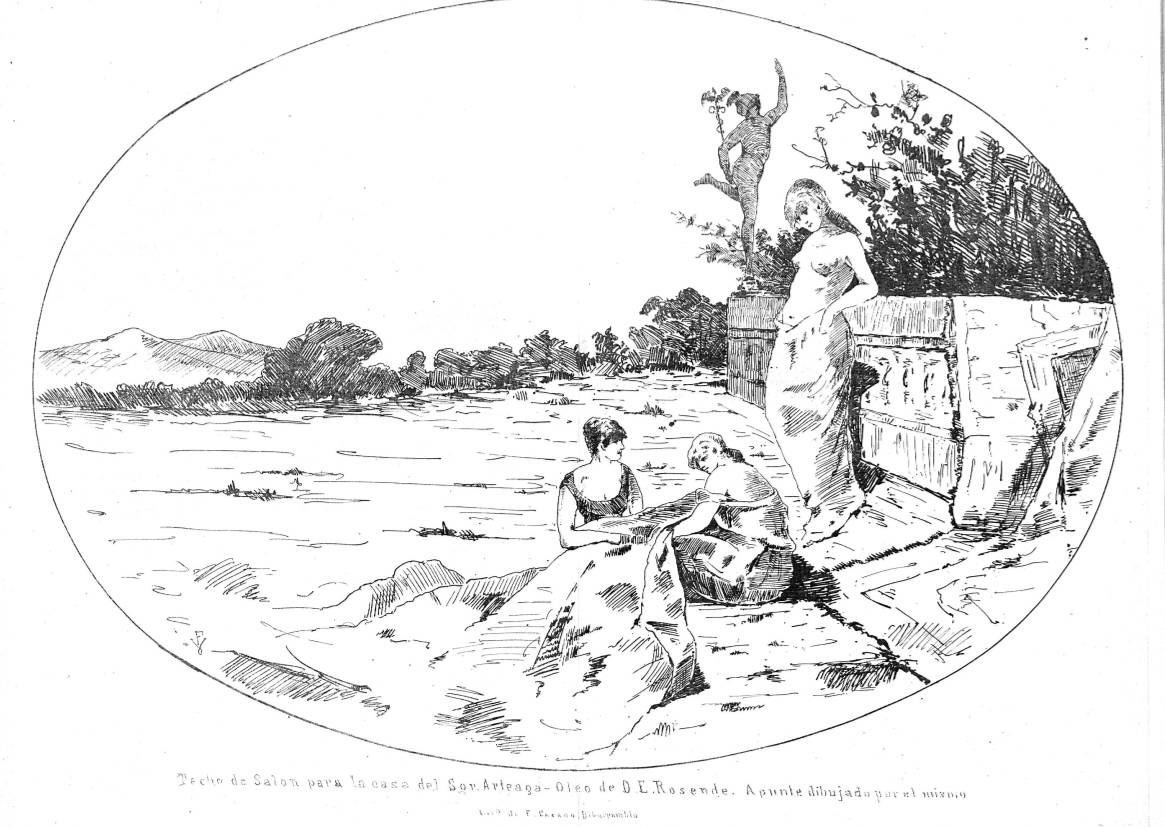
Entwurf von E. Rosende für ein Deckengemälde „La industria y El comercio“ (1884)

Unter Rosendes Werken stehen Landschaften (Paisaje de Granada (1882); Ausstellung in Círculo de Bellas Artes, Madrid) und Alltagsszenen im Vordergrund. Es gibt auch Porträts (Retrato de D. Juan García Villatoro (1883), Retrato de la mujer de D. Juan. García Villatoro (1883)) und allegorische Werke (Alegoría de la industria y el comercio (1884); techo del salón). Religiöse (La muerte de Lucrecia (1882); Kopie des Originals von Eduardo Rosales) oder kirchliche Motive sind eher eine Seltenheit. Die Themen waren die Themen, die in dieser Zeit üblich waren und den Gesetzen eines noch engen Marktes gehorchten. Seine Kunden stammten aus dem vermögenden Bürgertum, die Porträts, Landschaften oder Deckengemälde (wie z. B. "Industrie" und "Handel") bei ihm orderten. „Das Kunstwerk im Zeitalter seiner technischen Reproduzierbarkeit“ (Walter Benjamin) hatte noch nicht seinen Durchbruch. Sein Publikum waren noch nicht die Massen.
Unter seinen Werken findet sich auch ein handbemalter Fächer im Museo Nacional del Romanticismo, Madrid.

## Einordnung: Thesen von Santos Moreno
Nach Santos Moreno war Eduardo Rosende ein typischer Maler der granadinischen Schule. Seine Ausbildung spiegelte die Möglichkeiten eines Malers der granadinischen Schule. Er versuchte sich durch eine zusätzliche Ausbildung in Madrid weiterzuentwickeln: „Der andere Faktor, der die Verbesserung der lokalen Kunstlandschaft auslöste, war die Ausbildung einer beträchtlichen Anzahl von Malern aus Granada auf der Escuela Especial de Pintura in Madrid, wo sie die Möglichkeit hatten, mit Carlos Haes Landschaftsmalerei zu studieren. Das Ergebnis war eine große Verbreitung von Gemälden mit Landschaften oder Alltagszenen.“ Damit verbunden war zwar eine „Rückkehr zur Romantik, nun aber mit einer realistischen Technik umgesetzt“.